# Mythica

Mythica est une pentalogie de films fantastiques américain de Arrowstorm Entertainment écrit et dirigé par Anne K. Black, avec les vedettes Kevin Sorbo et Melanie Stone. Le film a été en partie financé par une campagne Kickstarter qui a collecté 94 294 $.

## Titres des cinq films
1. Mythica : La Genèse (Mythica : A Quest for Heroes) de Anne K. Black[3], sorti le 8 décembre 2014 aux États-Unis ;
2. Mythica : La Pierre de pouvoir (Mythica : The Darkspore) de Anne K. Black[4], sorti le 19 juin 2015 aux États-Unis ;
3. Mythica : La Nécromancienne (Mythica : The Necromancer) de A. Todd Smith[5], sorti le 11 décembre 2015 aux États-Unis ;
4. Mythica : La Couronne de fer (Mythica : The Iron Crown) de John Lyde[6], sorti le 14 mai 2016 aux États-Unis ;
5. Mythica : Le Crépuscule des dieux (Mythica : The Godslayer) de John Lyde[7], sorti le 19 novembre 2016 aux États-Unis.

## Distribution
- Melanie Stone : Marek
- Kevin Sorbo : Gojun Pye
- Adam Johnson : Thane
- Jake Stormoen : Dagen
- Nicola Posener : Teela / la déesse Ana-Sett
- Christopher Robin Miller : Hammerhead
- Robert Jayne : Peregus Malister
- Michael Flynn : Vagamal
- Kristian Nairn : le dieu Tek

## Autour du film
À propos de la série Mythica, Kevin Sorbo a déclaré pour plaisanter : « Mythica, un film à la Seigneur des anneaux où je joue un rôle à la Gandalf... »